# Damar Kencana
Damar Kencana is een bestuurslaag in het regentschap Kepahiang van de provincie Bengkulu, Indonesië. Damar Kencana telt 750 inwoners (volkstelling 2010).